# Fjeldholmen Island
Fjeldholmen Island är en ö i Kanada.   Den ligger i territoriet Nunavut, i den norra delen av landet, 4 100 km norr om huvudstaden Ottawa. Arean är 5,6 kvadratkilometer.
Terrängen på Fjeldholmen Island är lite kuperad. Öns högsta punkt är 267 meter över havet. Den sträcker sig 3,6 kilometer i nord-sydlig riktning, och 3,2 kilometer i öst-västlig riktning.
Trakten runt Fjeldholmen Island är permanent täckt av is och snö.